# 小沢重男 (実業家)
小澤 重男（おざわ しげお、1949年11月11日 - ）は、日本の経営者。相模鉄道社長を務めた。

## 来歴・人物
山梨県出身。1972年に早稲田大学法学部を卒業し、同年に相模鉄道に入社した。2000年6月に取締役に就任し、2005年4月に常務を経て、2007年6月には専務に就任。2011年6月には社長に昇格。2016年6月に社長を退任。